# François de Rugy
Pour les autres membres de la famille, voir Famille Goullet de Rugy.
François Goullet de Rugy [fʁɑ̃swa ɡule də ʁyʒi], dit par convenance François de Rugy, né le 6 décembre 1973 à Nantes, est un homme politique français.
Successivement membre de Génération écologie, des Verts et d'Europe Écologie Les Verts (EÉLV), il est adjoint au maire de Nantes et vice-président de Nantes Métropole de 2001 à 2008, et élu député dans la 1re circonscription de la Loire-Atlantique en 2007. Réélu en 2012, il est co-président du groupe écologiste à l'Assemblée nationale entre 2012 et 2016, et vice-président de l'Assemblée nationale de 2016 à 2017. Hostile à l'orientation de son parti et soutien du gouvernement de Manuel Valls, il quitte EÉLV en 2015 et crée le Parti écologiste. Il rejoint le groupe socialiste à l'Assemblée nationale en 2016.
Candidat à la primaire citoyenne de 2017 du Parti socialiste en vue de l'élection présidentielle de la même année, il obtient 3,9 % des voix. Contrairement à son engagement de soutenir Benoît Hamon, il rallie la candidature d’Emmanuel Macron.
Réélu député en juin 2017, il rejoint le groupe La République en marche avant d'être élu président de l'Assemblée nationale. En septembre 2018, il est nommé ministre d'État, ministre de la Transition écologique et solidaire dans le gouvernement Philippe II, succédant à Nicolas Hulot. Il démissionne en juillet 2019 après des révélations de Mediapart sur son utilisation de fonds publics, et retrouve son siège de député le mois suivant. En 2020, il échoue à se faire élire président du groupe LREM à l'Assemblée. La liste qu'il dirige lors des élections régionales de 2021 dans les Pays de la Loire obtient 8,2 % des voix au second tour, et cinq sièges au sein du conseil régional. Il annonce qu'il se retire de la vie politique à la fin de la XVe législature.

## Situation personnelle

### Famille
François Goullet de Rugy est issu d'une famille subsistante de la noblesse française. La famille Goullet de Rugy, originaire de Lorraine, est anoblie en 1785 et est admise en 1945 au sein de l'Association d'entraide de la noblesse française. Il est le fils de Dominique Goullet de Rugy et de Maryvonne Fritz, son épouse, décédée le 17 décembre 2020, tous deux enseignants, « tendance PSU ». Il a un frère, Manuel, et une sœur, Anne.
François de Rugy est père de deux enfants, Aloïse, née en 2003, et Isaac, né en 2011, avec Emmanuelle Bouchaud, journaliste, conseillère régionale des Pays de la Loire, où elle siège d'abord comme élue d'Europe Écologie Les Verts puis du Front démocrate, et dont il est séparé.
Le 16 décembre 2017, il épouse, à la mairie du 7e arrondissement de Paris, la journaliste de Gala Séverine Servat, elle aussi fille d'enseignants,, ancienne compagne de l'ancien député socialiste Jérôme Guedj. Leur séparation est annoncée en octobre 2021, leur divorce est acté le 29 mars 2023.

### Formation
Après des études secondaires au lycée Gabriel-Guist'hau de Nantes, il suit les cours de l'Institut d'études politiques de Paris, dont il est diplômé en 1994, dans la section Communication et ressources humaines.

## Parcours politique

### Débuts (1991-2007)
En 1991, il adhère à Génération écologie, parti présidé par Brice Lalonde, qu'il trouve « plus cohérent et plus pragmatique qu'Antoine Waechter », porte-parole des Verts. Il quitte le mouvement en 1994. En 1995, il fonde l'association Écologie 44 qu'il préside jusqu'en 1999.
Devenu membre des Verts, il se porte candidat aux élections législatives de 1997 dans la 3e circonscription de la Loire-Atlantique, dans laquelle Jean-Marc Ayrault, maire de Nantes, est élu depuis 1988. Il recueille 3,9 % des suffrages.
Il est nommé secrétaire général adjoint du groupe radical, citoyen et vert (RCV) à l'Assemblée nationale, groupe où siègent jusqu'en 2002 des députés des petites composantes de la Gauche plurielle.
En 2001, il est élu conseiller municipal de Nantes, dans le groupe des Verts. Jusqu'en 2008, il est adjoint au maire, Jean-Marc Ayrault, chargé des transports, et vice-président de la communauté urbaine Nantes Métropole chargé des déplacements,,.

### Député de la Loire-Atlantique (2007-2012)
Lors des élections législatives de 2007 dans la 1re circonscription de la Loire-Atlantique (Nantes, Orvault, Sautron), il est l'un des rares candidats des Verts à bénéficier d'un accord avec le PS — négocié directement avec Jean-Marc Ayrault —, en contradiction avec les consignes des Verts. Le 17 juin 2007, le ticket qu'il forme avec le socialiste Pascal Bolo remporte 52,03 % des suffrages, battant, au deuxième tour, le député sortant Jean-Pierre Le Ridant (UMP).
Le 26 juin 2007, lors de la séance inaugurale de la XIIIe législature, au cours de laquelle est élu le président de l'Assemblée nationale, il est désigné comme secrétaire de séance, étant l'un des six plus jeunes députés. Appartenant au groupe de la Gauche démocrate et républicaine, il est élu secrétaire de l'Assemblée nationale le 27 juin 2007. Il est membre de la commission des Finances et membre de la délégation chargée de l'application du statut du député.
Il est l'un des rares parlementaires à avoir publié sur son site internet l'intégralité de ses revenus, ainsi que le détail de l'utilisation de ses indemnités de fonctionnement, et dépose, avec Noël Mamère, Anny Poursinoff et Yves Cochet, une proposition de loi — rejetée par la majorité — visant à instaurer la publicité des dépenses de chaque député, comme au Royaume-Uni.
Lors des élections municipales de 2008, il est le candidat unique de la gauche à Orvault. Sa liste est défaite, recueillant 47,8 % des voix face à la liste de la droite et du centre,.
Soutien d'Eva Joly pour la primaire présidentielle écologiste de 2011, il est accusé par Matthieu Orphelin, conseiller de Nicolas Hulot, d'avoir révélé au Canard enchaîné le choix de ce dernier de s'engager dans la primaire alors que l'annonce officielle n'était pas encore envisagée. Avant le second tour de la primaire citoyenne de 2011, il apporte son soutien à François Hollande face à Martine Aubry.

### Co-président du groupe écologiste de l'Assemblée nationale (2012-2016)

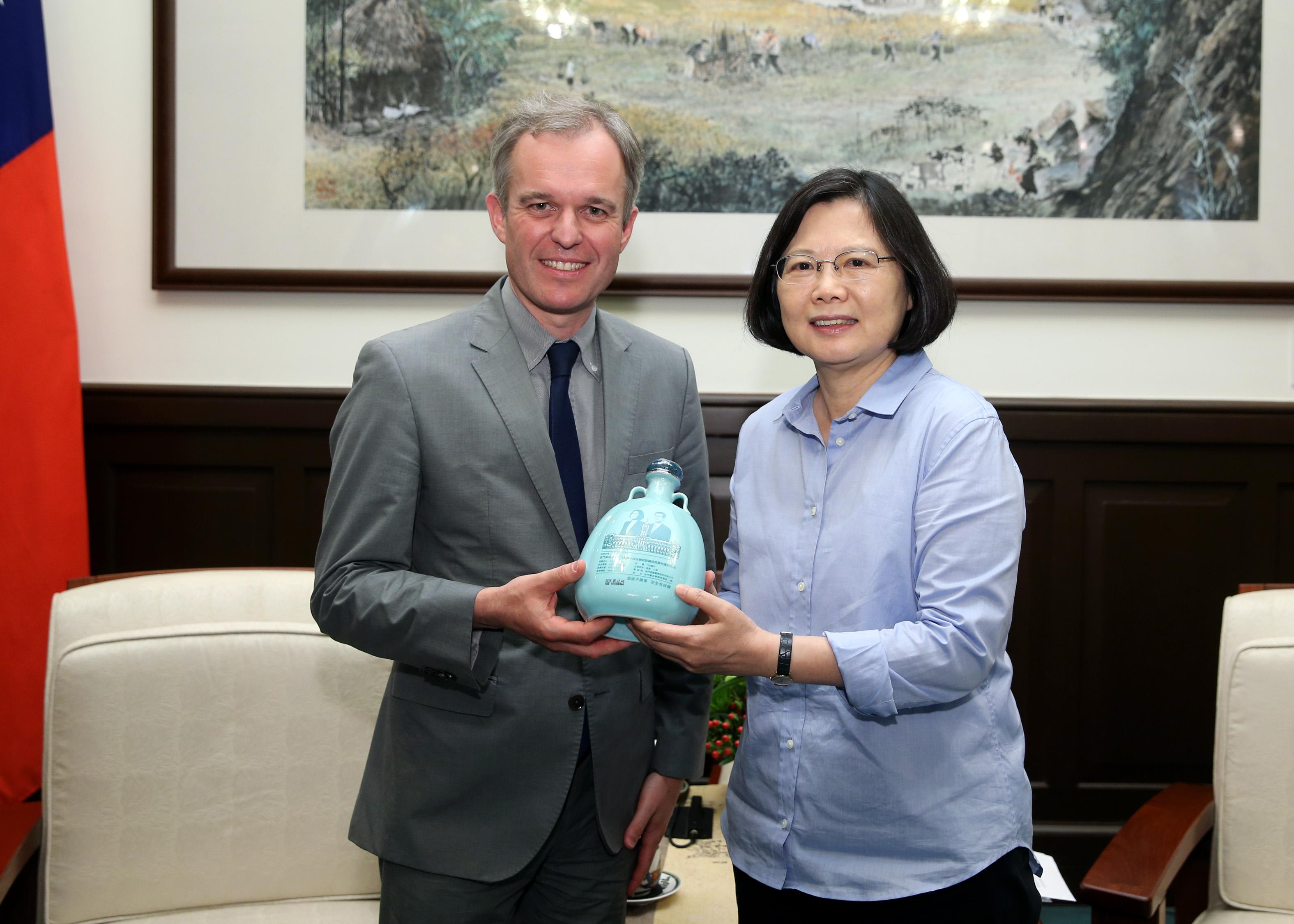
François de Rugy et la présidente de Taïwan, Tsai Ing-wen, en 2016.

Il est réélu député en juin 2012, avec 59 % des voix, dans le cadre d'une candidature pour Europe Écologie Les Verts (EÉLV), reconduisant le ticket de 2007 avec Pascal Bolo, adjoint (PS) au maire de Nantes et conseiller général de la Loire-Atlantique. En lice face à Noël Mamère pour la présidence du groupe écologiste de l'Assemblée nationale, il est finalement désigné coprésident du groupe écologiste, en tandem avec Barbara Pompili. Malgré la coprésidence théorique, il reste officiellement le seul président ; Barbara Pompili lui succède néanmoins en janvier 2013. Les deux coprésidents décident d’alterner la présidence officielle du groupe tous les six mois. Il est membre de la commission de la Défense nationale et des Forces armées.
Il fait partie de la quinzaine de parlementaires qui décident de rendre public leur patrimoine en avril 2013, avant même la création de la Haute Autorité pour la transparence de la vie publique (HATVP), née des révélations de Mediapart dans l’affaire Cahuzac.
En 2014, il critique la sortie du gouvernement de Cécile Duflot et Pascal Canfin après la nomination de Manuel Valls comme Premier ministre, qu'il présente comme « une décision personnelle imposée à l'ensemble du mouvement », plaide pour un retour des écologistes au gouvernement et défend régulièrement la politique de Manuel Valls, y compris des dispositions controversées à gauche : il est le seul écologiste à voter en faveur du projet avorté de réforme de la déchéance de nationalité et soutient notamment la loi relative au renseignement et la loi El Khomri,.
Il annonce le 27 août 2015 qu'il quitte EÉLV, dont il dénonce la « dérive gauchiste » et l'absence de débat interne, rejetant notamment la constitution de listes avec le Front de gauche en vue des élections régionales de décembre 2015 dans les régions Nord-Pas-de-Calais-Picardie et Provence-Alpes-Côte d'Azur. Quelques jours plus tard, il participe à la création de l'Union des démocrates et des écologistes, un mouvement écologiste de centre gauche. Le 8 septembre, il annonce le lancement d’un nouveau parti, baptisé « Écologistes ! »,, qui devient le Parti écologiste en juillet 2016. Il laisse à son parti 11 600 euros de cotisations non payées.
Le 13 octobre 2015, il est remplacé à la co-présidence du groupe écologiste à l'Assemblée nationale par Cécile Duflot, le redevenant le 12 mars 2016, lorsque Barbara Pompili est nommée au gouvernement.
Le 17 mai 2016, il devient l'un des vice-présidents de l'Assemblée nationale, succédant à Denis Baupin. Il quitte alors la co-présidence du groupe écologiste. Le 19 mai, avec cinq autres députés, il quitte le groupe écologiste, provoquant sa dissolution, et rejoint le groupe socialiste.

### Candidat à la primaire citoyenne de 2017
En tant que président du Parti écologiste, il se présente à la primaire citoyenne de 2017, organisée pour désigner un candidat à la présidentielle de 2017.
En participant à la primaire, François de Rugy déclare avoir pour objectif de mettre « l'écologie au cœur du projet de la gauche », à travers 66 propositions. Il souhaite faire en sorte que les énergies renouvelables représentent 100 % de la production de l'électricité en France à l'horizon 2050. Sur les questions de société, il prône un service civique obligatoire pour les jeunes de 16 à 25 ans et souhaite en outre expérimenter la légalisation du cannabis, légaliser l'euthanasie et le suicide assisté pour les personnes en fin de vie, ouvrir la procréation médicalement assistée pour toutes les femmes et encadrer la gestation pour autrui. Sur le plan institutionnel, François de Rugy envisage l'instauration du vote obligatoire ainsi que la reconnaissance « réelle » du vote blanc qui, s'il représente plus de 50 % des suffrages, donnera lieu à l'organisation d'un nouveau scrutin,.
Au premier tour de la primaire citoyenne de 2017, il obtient 3,88 % des voix. Un mois plus tard, il renonce à son engagement public de soutenir le vainqueur de la primaire, Benoît Hamon, et préfère s'engager aux côtés d'Emmanuel Macron pour la présidentielle. Pour Jean-Christophe Cambadélis, alors premier secrétaire du PS, il s'agit d'une « faute morale ». La haute autorité des primaires qualifie son attitude de « contraire au principe de loyauté ».

### Président de l'Assemblée nationale (2017-2018)
Candidat à un troisième mandat à l'occasion des élections législatives, il est réélu à l'issue du second tour le 18 juin 2017. Quelques instants après la proclamation de sa victoire, il se déclare candidat à la présidence de l'Assemblée nationale, étant opposé, parmi les candidats LREM, à Brigitte Bourguignon et Sophie Errante. Le 27 juin 2017, quelques heures avant l'élection du prochain président de l'Assemblée, une « primaire » interne au groupe La République en marche lui confère une désignation officielle par 153 voix contre 59 pour Sophie Errante, 54 pour Brigitte Bourguignon, toutes deux députées LREM issues du PS, et 32 pour Philippe Folliot.
Il est ensuite élu président de l'Assemblée nationale après avoir recueilli 353 voix contre 94 pour Jean-Charles Taugourdeau (LR), 34 pour Laure de La Raudière (LC), 32 pour Laurence Dumont (PS) et 30 pour Caroline Fiat (FI). Il est alors le plus jeune titulaire de cette fonction sous la Ve République, depuis Laurent Fabius.
Il s’engage à remettre en jeu la présidence de l’Assemblée à mi-mandat selon les règles fixées par La République en marche, indiquant que se porter candidat à sa succession ne serait pas dans « la logique » des choses. Quelques jours plus tard, il rappelle qu'il est élu pour la durée de la législature conformément à l'article 32 de la Constitution et qu'il pourrait donc finalement aller au terme de ce mandat. Il revient de nouveau sur ses propos en janvier 2018.

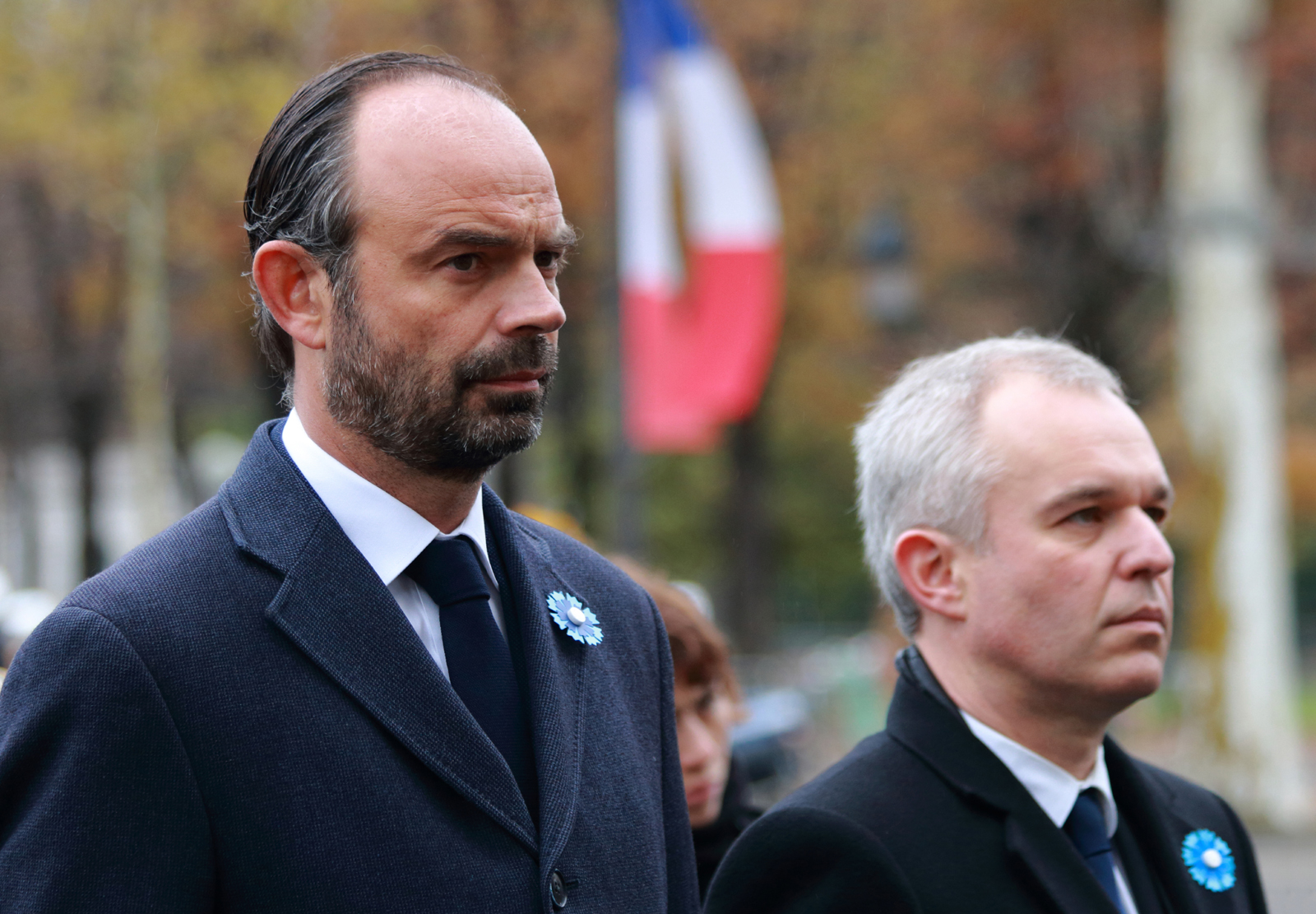
Édouard Philippe et François de Rugy en 2017.

En juillet 2017, il affirme souhaiter que « certains textes soient examinés uniquement en commission », et non débattus en séance publique, ce qui est interprété comme une manière de tronquer les débats parlementaires. Le 20 septembre 2017, il annonce le lancement des groupes de travail visant à réformer l'Assemblée nationale : statut des députés et leurs moyens de travail ; conditions de travail à l’Assemblée nationale et statut des collaborateurs parlementaires ; procédures législatives et l’organisation parlementaire et les droits de l’opposition ; démocratie numérique et les nouvelles formes de participation citoyenne ; moyens de contrôle et d’évaluation ; développement durable dans la gestion et le fonctionnement de l’Assemblée nationale ; ouverture de l’Assemblée nationale à la société et son rayonnement scientifique et culturel. En 2018, parmi les réformes lancées, on compte la fin du régime spécial de retraite des députés, l'alignement de leurs allocations chômage sur le droit commun, la suppression de la gratuité à vie des billets SNCF pour les députés honoraires ainsi que la réduction de l'allocation pour leurs obsèques et la suppression progressive d'ici à 2022 des avantages accordés aux anciens présidents de l'Assemblée nationale.
Après l'adhésion de Thierry Solère à LREM, il pousse celui-ci à renoncer à sa fonction de questeur afin de permettre une représentation de l'opposition au sein du collège de la questure. Malgré l'opposition d'un questeur LREM, il fait confirmer par le bureau de l'Assemblée nationale l'achat et la rénovation de l'hôtel de Broglie. Le 24 janvier 2018, il fait adopter par le bureau de l'Assemblée nationale une instruction générale rappelant que l'expression des opinions est exclusivement orale au sein de l'hémicycle, interdisant par conséquent le port de signes religieux « ostensibles » et contraignant les députés à avoir une tenue vestimentaire « neutre ».
Dans la perspective de la réforme des institutions annoncée par le président de la République le 3 juillet 2017, il affirme vouloir renforcer les pouvoirs du Parlement face à l'exécutif. À ce titre, il s'oppose à la limitation du droit d'amendement des députés proposé par le gouvernement. Favorable à la création d'une « agence parlementaire d'évaluation », il plaide pour l'instauration d'un ordre du jour prévisionnel transmis par le gouvernement au début de chaque session ordinaire ou deux fois par session.

### Ministre de la Transition écologique et solidaire (2018-2019)
Le 4 septembre 2018, il est nommé ministre d'État, ministre de la Transition écologique et solidaire dans le gouvernement Édouard Philippe II, succédant à Nicolas Hulot. Selon Michaël Darmon, cette nomination est en réalité une « exfiltration » compte tenu de sa faible popularité au palais Bourbon et de sa mauvaise gestion de l'affaire Benalla aux yeux de l'Élysée. Le 3 octobre 2018, à la suite de la démission de Gérard Collomb, il devient « numéro 2 du gouvernement » du fait de sa deuxième place sur l'ordre protocolaire.
Le Journal du dimanche estime à la fin de l’année 2018 que François de Rugy effectue un « chemin de croix », « l'environnement [étant] relégué au second plan » dans l'action du gouvernement. En mai 2019, il ajourne le projet minier guyanais Montagne d'or, déclarant qu'il est, en l'état, « incompatible » avec les exigences environnementales et que « le projet ne se fera pas ». Après sa démission, Le Monde indique : « En moins d’un an, le ministre n’aura pas lancé de réforme nouvelle portant sa griffe, se contentant de poursuivre des chantiers déjà engagés sur l’énergie, le climat ou la biodiversité. […] Même les réponses apportées à la crise des « gilets jaunes », de la suspension de la taxe carbone à la création de la Convention citoyenne pour le climat ou du conseil de défense écologique, ont été tranchées par l’Élysée et Matignon ».

### Retour à l’Assemblée nationale et candidature aux élections régionales (2019-2022)
À la suite de sa démission, François de Rugy retrouve son poste de député le 17 août 2019. Son siège était occupé depuis octobre 2018 par son suppléant Mounir Belhamiti. Ce retour suscite un débat chez les parlementaires LREM. Dans les mois qui suivent, il se montre discret dans les médias et à l’Assemblée nationale.
En mai 2020, il sort de sa réserve pour apporter son soutien à Laetitia Avia, députée LREM visée dans Mediapart par des accusations de sexisme, d'homophobie et de harcèlement au travail. En juillet de la même année, il annonce sa candidature pour succéder à Gilles Le Gendre à la présidence du groupe LREM de l'Assemblée. Il est éliminé au premier tour, arrivant en troisième position sur six candidats avec 59 voix ; au second tour, il soutient Aurore Bergé face à Christophe Castaner. Ce dernier, élu président, le nomme responsable de « l'animation du conseil politique » au sein du groupe : l'AFP indique que ce conseil politique « a vocation à défricher les débats politiques, en lien avec le parti LREM et des experts extérieurs ».
En décembre 2020, un député LREM confirme au quotidien Ouest-France que François de Rugy sera bien tête de liste de la majorité présidentielle aux élections régionales de 2021 pour la région Pays de la Loire. Quelques jours plus tard, l'ancien président de l'Assemblée nationale est nommé président de la commission spéciale parlementaire sur le projet de loi « séparatisme » sur proposition de Christophe Castaner, président du groupe LREM à l'Assemblée.
Désigné tête de liste pour la majorité présidentielle, il obtient 11,9 % des suffrages au premier tour et fait le choix de maintenir sa liste pour le second tour, où il obtient 8,2 % des voix et seulement cinq sièges, face notamment à la présidente sortante, Christelle Morançais qui est réélue.

### En retrait de la vie politique (depuis 2022)
Le 25 mars 2022, il annonce qu'il quitte la vie politique, tout en continuant à soutenir Emmanuel Macron. Il reste conseiller régional des Pays de la Loire et entend désormais « agir dans la vie économique », voire « s’investir dans la vie citoyenne à travers une association ou un think tank ».
Non candidat aux élections législatives de 2022, il rejoint en fin d'année la banque d’affaires espagnole Alantra.

## Ligne politique

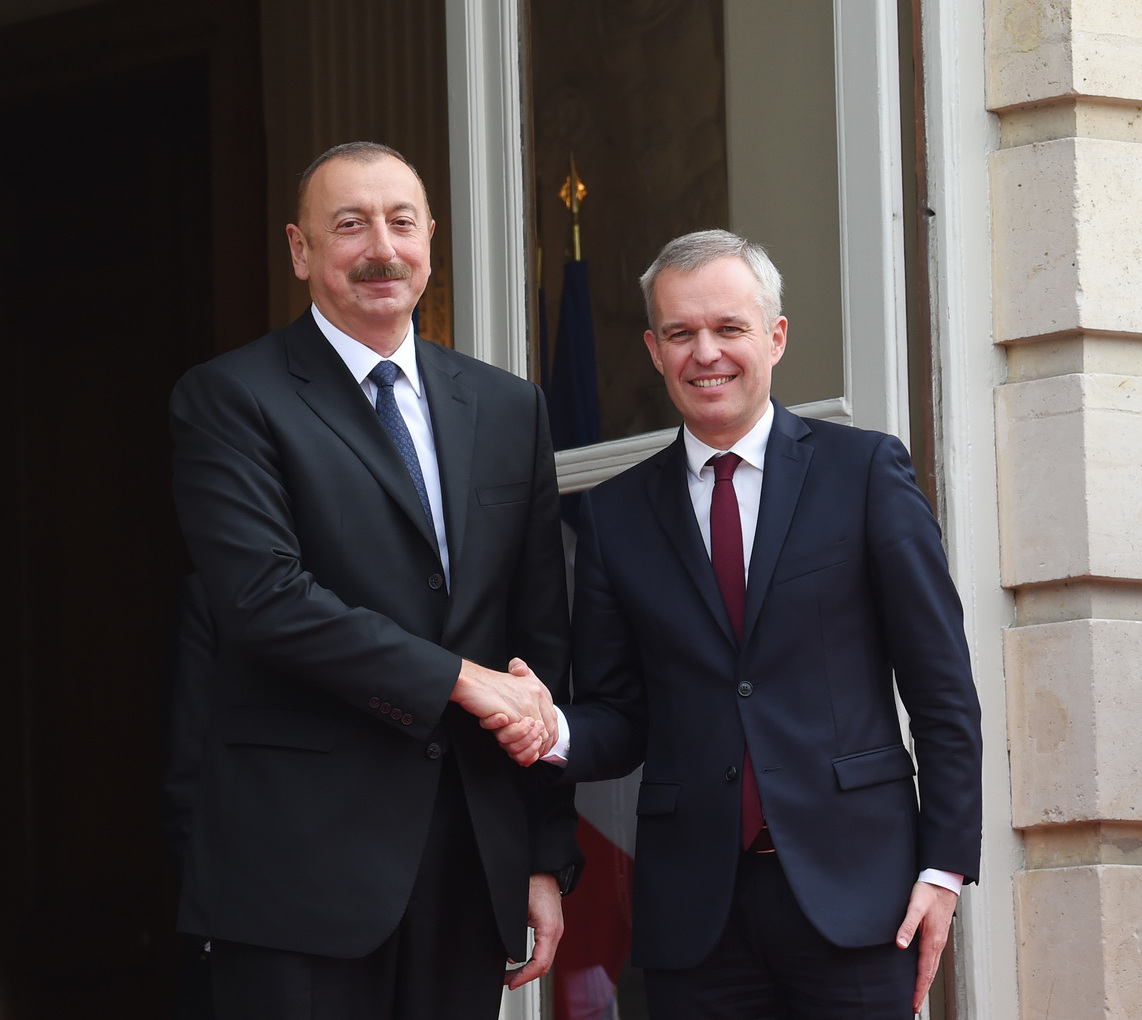
Rugy avec le président de l'Azerbaïdjan, Ilham Aliyev, en 2018.

Représentant de la social-écologie,, François de Rugy indique se sentir « plutôt de centre gauche ». En août 2015, Laurent de Boissieu le situe au « centre droit pro-gouvernemental » du groupe écologiste. Lors de la campagne pour la primaire citoyenne de 2017, Mediapart estime qu'il « glisse de plus en plus vers le centre » et « apparaît plus souvent du côté de Manuel Valls que de celui de Benoît Hamon ou d’Arnaud Montebourg ». Interrogé durant sa campagne sur le fait que son programme économique « est plutôt libéral », François de Rugy indique qu'il « assume une approche pragmatique de l’économie » et préconise de « continuer de baisser le coût du travail », notamment avec « le basculement des cotisations à la famille sur la CSG ».
Il défend le rattachement de la Loire-Atlantique à la région Bretagne. Il a pris à plusieurs reprises position sur cette question, notamment lors de l'Appel à la Bretagne tout entière lancé par Jacques Le Divellec en 2009.
Opposé au projet d'aéroport du Grand Ouest à Notre-Dame-des-Landes, il appelle cependant à « reconnaître [le] résultat » de la consultation de juin 2016, dont il avait prôné l'organisation. Sa permanence a plusieurs fois été dégradée par des opposants radicaux à l'aéroport.
En 2011, il se prononce en faveur de la gestation pour autrui. Il est partisan du mariage homosexuel qu'il appelle « mariage universel », et estime que l'adoption d'enfants est un droit qui devrait être ouvert à tous. Par ailleurs, il considère que l'interruption volontaire de grossesse et procréation médicalement assistée sont des « étapes dans l’émancipation des individus ». Il n'est croyant, ni pratiquant, d'aucune religion.
En 2015, François de Rugy apporte son soutien au projet de loi relative au renseignement, et vote pour l'adoption du texte à l'Assemblée nationale. Il publie par la suite un billet sur son site Internet où il affirme que la loi n'instaure pas de surveillance de masse, et indique être satisfait des garanties apportées par le texte voté à l'Assemblée.
Lors de sa campagne pour la primaire citoyenne de 2017, il indique vouloir viser une baisse de la part de la production d'électricité par l'énergie nucléaire à 50 % en 2025, 100 % d'énergies renouvelables d'ici à 2050, la fermeture progressive des centrales nucléaires qui atteignent 40 ans et « la disparition, à horizon 2040, de toute production d'électricité nucléaire » et en septembre 2018, lors de sa nomination au gouvernement, Le Monde le qualifie d'ailleurs d’« antinucléaire de longue date ». En janvier 2019, cependant, à l'occasion de la publication du projet de programmation pluriannuelle de l'énergie (PPE) pour les dix ans à venir, il se veut moins critique avec la filière nucléaire, dont il salue l'importance dans la feuille de route énergétique de la France, ce qui contraste avec ses précédentes prises de position,. En mars 2021, enfin, dans une interview donnée au Point, il prend une position favorable à l'usage de l'énergie nucléaire et des OGM.
En 2021, lors du débat en commission sur le projet de loi pour « conforter les principes de la République » il fait des déclarations jugées anticatholiques, affirmant que la religion catholique « à d'autres époques » avait « massivement » voulu prendre la main sur la vie des gens à travers l'école et les clubs sportifs. Quelques jours plus tard il s'en défend dans l'hebdomadaire Famille chrétienne où il indique avoir voulu au contraire défendre l'Église catholique.
Il est favorable au vote obligatoire.
En 2024, en tant que membre du groupe des élus Démocrates et progressistes de la région Pays de la Loire, il apporte son soutien à Christelle Morançais (Horizons), présidente de Région, qui envisage de couper progressivement les subventions accordées au secteur culturel . Il rejoint officiellement la majorité régionale en 2025 et est nommé vice-président de la région.
Il apporte son soutien à Édouard Philippe pour l'élection présidentielle de 2027.

## Détail des mandats et fonctions

### Au gouvernement
- 4 septembre 2018 – 16 juillet 2019 : ministre d'État, ministre de la Transition écologique et solidaire.

### À l’Assemblée nationale
- 20 juin 2007 – 5 octobre 2018 : député de la première circonscription de la Loire-Atlantique (XIIIe, XIVe et XVe législatures).
  - 20 juin 2012 – 13 octobre 2015 : coprésident, avec Barbara Pompili, du groupe écologiste à l'Assemblée nationale.
  - 12 mars 2016 – 17 mai 2016 : coprésident, avec Cécile Duflot, du groupe écologiste à l'Assemblée nationale.
  - 18 mai 2016 – 20 juin 2017 : troisième vice-président de l'Assemblée nationale.
- 27 juin 2017 – 4 septembre 2018 : président de l'Assemblée nationale (XVe législature).
- 17 août 2019 – 21 juin 2022 : député de la première circonscription de la Loire-Atlantique (XVe législature).

### Au niveau local
- 19 mars 2001 – 16 mars 2008 : adjoint au maire de Nantes.
- 15 avril 2001 – 15 avril 2008 : vice-président de Nantes Métropole.
- 14 mars 2008 – 28 mars 2014 : conseiller municipal d'Orvault[103],[104],[105].
- 2008-2014 : membre de la communauté urbaine de Nantes Métropole, président de la commission des mobilités (transports et déplacements).
- Depuis 2021 : conseiller régional des Pays de la Loire
- Depuis 2025 : vice-président de la Région des Pays de la Loire[106]

## Controverse sur l’utilisation de fonds publics et démission
(février 2025).

### À la présidence de l’Assemblée nationale
Le 10 juillet 2019, Mediapart, site spécialisé dans le journalisme d'investigation, révèle qu'entre octobre 2017 et juin 2018, alors président de l'Assemblée nationale, Rugy organise des dîners privés sur fonds publics, à l'hôtel de Lassay, sa résidence administrative,, recourant au personnel de l'Assemblée nationale, au matériel et aux consommables (« grands crus directement issus des caves de l’Assemblée »),. Une photo avec des homards prise lors d'un repas et diffusée par Mediapart marque tout particulièrement l'opinion publique, l'animal devenant un symbole de l'affaire,,. Le ministre affirme qu'une part importante de sa fonction de président de l'Assemblée nationale consiste à un « travail de représentation » et qu'il a dîné « avec des personnes qui ont des relations avec une autorité politique ». Le rapport interne à l’Assemblée, commandé et dirigé par LREM, conclut que le ministre, en organisant ces dîners, « n'a enfreint, directement ou indirectement, aucune règle et n'a commis aucune irrégularité ». Mais le rapport ajoute cependant que trois dîners sur les douze incriminés « présentent un caractère familial ou amical, et un niveau manifestement excessif par rapport à ce qui peut être considéré comme raisonnable » et que pour cette raison, « ils n'auraient pas dû être imputés sur les frais de réception du président »,,,. Des journalistes comme Jean-Michel Aphatie, Serge Raffy, Guillaume Dasquié et l'ancienne avocate Yael Mellul, déclarent avoir participé à ces dîners,,.
Dans un second article, publié le lendemain, Mediapart fait état de dépenses s’élevant à 63 000 euros pour la rénovation de son logement de fonction, de confort, et 17 000 euros pour une garde-robe. Rugy dénonce des « gens qui se vengent suite aux travaux pour la transparence […] qui ont beaucoup dérangé », déclarant à propos de la personne qui a rendu publiques les photos des dîners : « [Cette] personne règle des comptes avec ma femme ». Et le ministre se défend de toute irrégularité, affirmant que les services chargés du parc immobilier du ministère ont estimé que la « vétusté » d'une partie de l'appartement nécessitait une réfection. Les deux enquêtes officielles rendues publiques le 23 juillet 2019, l'une menée par l'Assemblée nationale, l'autre par le gouvernement français, valident « globalement » les dépenses engagées, estimant que le « relatif état d'usure des revêtements dans certaines pièces pouvait justifier la réalisation des travaux », mais relevant que, pour le dressing, « le devis n'a pas été ajusté en envisageant par exemple un degré de finition moindre ».
Médiapart relève également une location selon le dispositif Scellier qui ne répond pas aux critères d'attributions Rugy se dit « victime d’une tricherie du propriétaire et de l’agence immobilière », comme le montre son contrat de bail.
Le Parisien révèle l'achat d'un sèche-cheveux doré à 499 € par Séverine Servat-de Rugy ; Rugy démentira que le sèche-cheveux soit en or, ne niant pas son achat.
Le Parisien révèle également que Rugy a à son service trois chauffeurs — au lieu de deux, selon l'usage — afin de conduire le fils de Séverine de Rugy à l'école et pour faire la navette Nantes-Paris.
Alors que son maintien en poste suscite la polémique, il conserve ses fonctions au mois de juillet 2019, pendant que le gouvernement lance une « inspection », et il s'engage à rembourser « chaque euro contesté ». En septembre 2019, Rugy annonce avoir remboursé sans contester les trois dîners pointés par le rapport de l'Assemblée nationale, soit 1 800 €.

### Au ministère de la Transition écologique et solidaire
Il est également mis en cause en juillet 2019 comme ministre de la Transition écologique et solidaire pour un dîner avec des lobbyistes du secteur de l'énergie,. Il a demandé que ce « dîner informel », payé par l'argent public, n'apparaisse pas dans « l’agenda public », et il s'y rend sans les membres de son cabinet, excepté son conseiller à l'énergie,. Il déclare : « Je suis contre le fait de publier en continu les noms de ceux qui me rencontrent. Car on ne pourra plus faire de politique. Si c’est public, les gens vont être questionnés dès qu’ils seront sortis ».

### Démission à la suite des révélations sur l’utilisation de son indemnité représentative
Le 16 juillet, il démissionne juste avant la publication d’une nouvelle enquête de Mediapart sur le paiement de ses cotisations à son parti politique Europe Écologie Les Verts avec son indemnité représentative de frais de mandat (IRFM) en décembre 2013 et 2014, ce qui est illégal et réprouvé par le déontologue de l'Assemblée nationale (novembre 2013) et la commission nationale des comptes de campagne et des financements politiques (CNCCFP), en janvier 2014,. Il aurait ensuite déduit indûment, ces versements de sa déclaration de revenus. Il s'estime victime d'un « lynchage médiatique » et annonce également avoir porté plainte pour diffamation contre Mediapart. François de Rugy perd son procès contre Mediapart. Il plaide une « avance de trésorerie ». Selon Le Canard enchaîné, il aurait remboursé ses cotisations de 6 500 euros en 2014 et de 3 200 euros en 2015. Il affirme « si j'avais eu accès immédiatement à mes relevés bancaires — ce qui était impossible — je n'aurais pas démissionné ».

### Enquête du gouvernement et réaction de François de Rugy
Le 23 juillet 2019, Édouard Philippe annonce que les dépenses des ministres supérieures à 20 000 euros devront désormais faire l'objet d'approbations de la part du secrétariat général du gouvernement,. Le même jour, l'enquête ordonnée et dirigée par le gouvernement pour vérifier les dépenses pour les travaux commandés par François de Rugy au ministère de l'Environnement indique que celles-ci étaient dans l'ensemble justifiées,, avec des réserves concernant trois dîners privés ainsi que le coût du dressing. Fabrice Arfi dénonce des enquêtes « qui ne sont pas indépendantes de leur sujet » et annonce que Mediapart « maintient l'intégralité de ses informations ».
François de Rugy parle d'une « chasse à l'homme » indépendante de Mediapart, du cabinet de Matignon : « depuis le début du mandat, il y a des gens du cabinet du Premier ministre qui me débinent et qui ont essayé de nous opposer. Quand j’étais président de l’Assemblée nationale, il y avait régulièrement des échos malveillants dans la presse, notamment dans Le Canard enchaîné, venant de Matignon. ». Des collaborateurs du Premier ministre indiquent qu'Édouard Philippe « tenait à le maintenir dans ses fonctions ».

## Synthèse des résultats électoraux

### Élections législatives
| Année | Parti                      | Parti     | Circonscription           | 1er tour | 1er tour | 1er tour | 2d tour | 2d tour | 2d tour |
| Année | Parti                      | Parti     | Circonscription           | Voix     | %        | Rang     | Voix    | %       | Issue   |
| ----- | -------------------------- | --------- | ------------------------- | -------- | -------- | -------- | ------- | ------- | ------- |
| 1997  |                            | LV        | 3e de la Loire-Atlantique | 1 961    | 3,87     | 5e       |         |         | Éliminé |
| 2002  | 1re de la Loire-Atlantique | LV        | 1 902                     | 4,25     | 4e       |          |         | Éliminé |         |
| 2007  | 1re de la Loire-Atlantique | LV (PS)   | 15 800                    | 34,99    | 2e       | 23 029   | 52,03   | Élu     |         |
| 2012  | 1re de la Loire-Atlantique | EÉLV (PS) | 20 804                    | 47,83    | 1er      | 23 922   | 58,95   | Élu     |         |
| 2017  | 1re de la Loire-Atlantique |           | LREM (PÉ)                 | 18 645   | 45,34    | 1er      | 18 796  | 66,14   | Élu     |

### Élections régionales
Les résultats ci-dessous concernent uniquement les élections où il est tête de liste.
| Année | Parti | Parti                    | Région           | 1er tour | 1er tour | 1er tour | 2d tour | 2d tour | 2d tour | Sièges obtenus |
| Année | Parti | Parti                    | Région           | Voix     | %        | Rang     | Voix    | %       | Rang    | Sièges obtenus |
| ----- | ----- | ------------------------ | ---------------- | -------- | -------- | -------- | ------- | ------- | ------- | -------------- |
| 2021  |       | LREM (MoDem-Agir-MR-TdP) | Pays-de-la-Loire | 97 371   | 11,97    | 5e       | 69 349  | 8,20    | 4e      | 5 / 93         |

## Décorations et héraldique
En tant que ministre chargé de la Mer, il est ex officio, commandeur de l'ordre du Mérite maritime.
Le 13 juillet 2023, François de Rugy est nommé au grade de chevalier dans l'ordre national de la Légion d'honneur.

Blason de la famille Goullet de Rugy.

Les armes de la famille Goullet de Rugy se blasonnent ainsi : D'azur au lion d'or, grimpant une fontaine d'argent.

## Ouvrages
- À quoi peut bien servir un député écolo, Paris, Les Petits matins, 2012, 268 p. (ISBN 978-2-36383-014-2).
- Écologie ou gauchisme, il faut choisir, Paris, L’Archipel, 2015, 128 p. (ISBN 978-2-8098-1571-9).